# Jonas Hector
Jonas Hector (Saarbrücken, 27 mei 1990) is een voormalig Duits voetballer die doorgaans als verdediger of verdedigende middenvelder speelde. Hij stroomde in 2012 door vanuit de jeugd van 1. FC Köln, waar hij zijn hele carrière speelde. Hector debuteerde in 2014 in het Duits voetbalelftal.

## Clubcarrière

### SV Auersmacher
Hector begon in 1998 op achtjarige leeftijd met voetbal bij SV Auersmacher, dat uitkwam in Oberliga Rheinland-Pfalz/Saar, de vijfde competitie van Duitsland. Hij scoorde negen doelpunten en gaf dertien assists in het seizoen 2009/10 voor SV Auersmacher.

### FC Köln
In de zomer van 2010 maakte Hector de overstap naar het onder 21-elftal van profclub 1. FC Köln. Hij speelde eerst twee jaar voor het B-elftal, waarin hij tot 63 wedstrijden en vijf goals kwam.
Voorafgaand aan het seizoen 2012/13 maakte hij onder coach Holger Stanislawski de overstap naar het eerste elftal, waarvoor hij op 18 augustus 2012 zijn debuut maakte in het DFB-Pokal duel tegen SpVgg Unterhaching. Zijn eerste competitieduel volgde hierop met een basisplaats op 27 augustus 2012 in het duel tegen FC Erzgebirge Aue in de 2. Bundesliga. Hector maakte zijn eerste doelpunt voor de club op 4 november 2013, in een duel tegen 1. FC Union Berlin. 
Onder leiding van de Oostenrijkse trainer-coach Peter Stöger won hij in het seizoen 2013/14 met 1. FC Köln de titel in de 2. Bundesliga, waardoor de club terugkeerde in de hoogste afdeling van het Duitse voetbal, de Bundesliga. Op 23 augustus maakte hij tegen Hamburger SV zijn debuut op het hoogste niveau, met een 0-0 gelijkspel. Hij scoorde zijn eerste Bundesliga-doelpunt op 4 oktober tegen Eintracht Frankfurt. 
Op 7 februari 2016 was hij tegen Hamburger SV voor het eerst aanvoerder van FC Köln. Dat seizoen eindigde Köln negende, maar een jaar later verbeterde het die prestatie door zevende te worden en zich te plaatsen voor de Europa League. In die competitie maakte hij op 14 september 2017 tegen Arsenal zijn debuut met een 3-1 nederlaag, maar hij viel die wedstrijd uit met een gescheurde enkelband. Daardoor miste hij de rest van de groepsfase van de Europa League en stond hij bijna vier maanden buitenspel. Op 14 januari 2018 maakte hij tegen Borussia Mönchengladbach als aanvoerder zijn rentree.
Hij was de rest van het seizoen bijna elke wedstrijd aanvoerder, maar degradeerde uit de Bundesliga, door laatste te worden in de competitie. Hector werd de zomer erop definitief de nieuwe aanvoerder nadat Matthias Lehmann gestopt was. Als aanvoerder werd Hector direct kampioen van de 2. Bundesliga, hij was zelf goed voor zes goals en drie assists in 29 wedstrijden. 
In de twee seizoenen daarna ontliep Köln tweemaal degradatie, eenmaal via de play-offs. Daarin werd Holstein Kiel over twee duels verslagen. Na een 1-0 nederlaag in de heenwedstrijd, was Hector in de return belangrijk met een goal en een assist in een 5-1 overwinning. Het seizoen erna eindigde Köln verrassend als zevende, waardoor Hector in zijn laatste seizoen voor Köln zijn debuut maakte in de Conference League. Daarin eindigde het met acht punten derde, één punt achter nummers 1 en 2 OGC Nice en FK Partizan.
In totaal speelde Hector 347 wedstrijden voor FC Köln, geen enkele speler speelde in de 21'ste eeuw meer wedstrijden voor de club dan hij. Aan het einde van het seizoen 2022/23 kondigde Hector aan te stoppen met voetbal. 

## Clubstatistieken
| Seizoen         | Club            | Competitie        | Competitie | Competitie | Beker | Beker | Overig | Overig | Totaal | Totaal |
| Seizoen         | Club            | Competitie        | Wed.       | Dlp.       | Wed.  | Dlp.  | Wed.   | Dlp.   | Wed.   | Dlp.   |
| --------------- | --------------- | ----------------- | ---------- | ---------- | ----- | ----- | ------ | ------ | ------ | ------ |
| 2009/10         | SV Auersmacher  | Oberliga Südwest  | 34         | 9          | 0     | 0     | –      | –      | 34     | 9      |
| 2010/11         | 1. FC Köln II   | Regionalliga West | 31         | 5          | 0     | 0     | –      | –      | 31     | 5      |
| 2011/12         | 1. FC Köln II   | Regionalliga West | 30         | 0          | 0     | 0     | –      | –      | 30     | 0      |
| 2012/13         | 1. FC Köln II   | Regionalliga West | 2          | 0          | 0     | 0     | –      | –      | 2      | 0      |
| 2012/13         | 1. FC Köln      | 2. Bundesliga     | 24         | 0          | 2     | 0     | –      | –      | 26     | 0      |
| 2013/14         | 1. FC Köln      | 2. Bundesliga     | 33         | 2          | 3     | 0     | –      | –      | 36     | 2      |
| 2014/15         | 1. FC Köln      | Bundesliga        | 33         | 2          | 3     | 0     | –      | –      | 36     | 2      |
| 2015/16         | 1. FC Köln      | Bundesliga        | 32         | 0          | 2     | 0     | –      | –      | 34     | 0      |
| 2016/17         | 1. FC Köln      | Bundesliga        | 33         | 1          | 3     | 0     | –      | –      | 36     | 1      |
| 2017/18         | 1. FC Köln      | Bundesliga        | 20         | 2          | 1     | 0     | 1      | 0      | 22     | 2      |
| 2018/19         | 1. FC Köln      | 2. Bundesliga     | 29         | 6          | 2     | 0     | –      | –      | 31     | 6      |
| 2019/20         | 1. FC Köln      | Bundesliga        | 29         | 4          | 2     | 1     | –      | –      | 31     | 5      |
| 2020/21         | 1. FC Köln      | Bundesliga        | 19         | 3          | 2     | 1     | 2      | 1      | 23     | 5      |
| 2021/22         | 1. FC Köln      | Bundesliga        | 30         | 0          | 3     | 0     | –      | –      | 33     | 0      |
| 2022/23         | 1. FC Köln      | Bundesliga        | 32         | 0          | 1     | 0     | 6      | 0      | 39     | 0      |
| Carrière totaal | Carrière totaal | Carrière totaal   | 411        | 34         | 24    | 2     | 9      | 1      | 444    | 37     |

## Interlandcarrière
Op 14 november 2014 maakte Hector zijn interlanddebuut als centrale verdediger voor Duitsland onder bondscoach Joachim Löw in de EK-kwalificatiewedstrijd tegen Gibraltar. Hij werd ook meegenomen in de wedstrijdselectie voor het oefenduel tegen Spanje, maar kwam deze wedstrijd niet in actie. Op 25 en 29 maart 2015 speelde hij tweemaal een gehele wedstrijd, in het oefenduel tegen Australië als linksbuiten en als linksback in het EK-kwalificatieduel tegen Georgië.
In 2016 werd hij opgenomen in de definitieve selectie van het Duitse elftal voor het Europees kampioenschap voetbal 2016 in Frankrijk. Gedurende het toernooi startte Hector elke wedstrijd in de basis en speelde hij ook alle wedstrijden uit. In de kwartfinale tegen Italië mocht hij aanleggen voor de beslissende strafschop nadat geen van beide landen in 120 minuten wist te winnen. Bij een stand van 5–5 in de strafschoppenreeks miste Matteo Darmian namens Italië, waarna Hector met zijn penalty Duitsland naar de halve finale van het toernooi schoot. In de halve finale trof Duitsland gastheer Frankrijk, die met 0–2 te sterk bleek te zijn. In juni 2017 nam Hector met Duitsland deel aan de FIFA Confederations Cup 2017, die werd gewonnen door in de finale Chili te verslaan (1–0).
Hector maakte eveneens deel uit van de Duitse selectie, die onder leiding van bondscoach Joachim Löw deelnam aan de WK-eindronde 2018 in Rusland. Daar werd Die Mannschaft voortijdig uitgeschakeld. De ploeg strandde in de groepsfase, voor het eerst sinds het wereldkampioenschap 1938, na nederlagen tegen Mexico (0–1) en Zuid-Korea (0–2). In groep F werd alleen van Zweden (2–1) gewonnen, al kwam die zege pas tot stand in de blessuretijd. Hector speelde mee in twee van de groepswedstrijden. Hij begon als basisspeler, maar werd beide keren vervangen.
| Interlands van Jonas Hector voor Duitsland | Interlands van Jonas Hector voor Duitsland | Interlands van Jonas Hector voor Duitsland | Interlands van Jonas Hector voor Duitsland | Interlands van Jonas Hector voor Duitsland | Interlands van Jonas Hector voor Duitsland |
| №                                          | Datum                                      | Wedstrijd                                  | Uitslag                                    | Competitie                                 | Goals                                      |
| Als speler bij 1. FC Köln                  | Als speler bij 1. FC Köln                  | Als speler bij 1. FC Köln                  | Als speler bij 1. FC Köln                  | Als speler bij 1. FC Köln                  | Als speler bij 1. FC Köln                  |
| ------------------------------------------ | ------------------------------------------ | ------------------------------------------ | ------------------------------------------ | ------------------------------------------ | ------------------------------------------ |
| 1.                                         | 14 november 2014                           | Duitsland – Gibraltar                      | 4 – 0                                      | Kwalificatie EK 2016                       |                                            |
| 2.                                         | 25 maart 2015                              | Duitsland – Australië                      | 2 – 2                                      | Vriendschappelijk                          |                                            |
| 3.                                         | 29 maart 2015                              | Georgië – Duitsland                        | 0 – 2                                      | Kwalificatie EK 2016                       |                                            |
| 4.                                         | 10 juni 2015                               | Duitsland – Verenigde Staten               | 1 – 2                                      | Vriendschappelijk                          |                                            |
| 5.                                         | 13 juni 2015                               | Gibraltar – Duitsland                      | 0 – 7                                      | Kwalificatie EK 2016                       |                                            |
| 6.                                         | 4 september 2015                           | Duitsland – Polen                          | 3 – 1                                      | Kwalificatie EK 2016                       |                                            |
| 7.                                         | 7 september 2015                           | Schotland – Duitsland                      | 2 – 3                                      | Kwalificatie EK 2016                       |                                            |
| 8.                                         | 8 oktober 2015                             | Ierland – Duitsland                        | 1 – 0                                      | Kwalificatie EK 2016                       |                                            |
| 9.                                         | 11 oktober 2015                            | Duitsland – Georgië                        | 2 – 1                                      | Kwalificatie EK 2016                       |                                            |
| 10.                                        | 13 november 2015                           | Frankrijk – Duitsland                      | 2 – 0                                      | Vriendschappelijk                          |                                            |
| 11.                                        | 26 maart 2016                              | Duitsland – Engeland                       | 2 – 3                                      | Vriendschappelijk                          |                                            |
| 12.                                        | 29 maart 2016                              | Duitsland – Italië                         | 4 – 1                                      | Vriendschappelijk                          | 59'                                        |
| 13.                                        | 29 mei 2016                                | Duitsland – Slowakije                      | 1 – 3                                      | Vriendschappelijk                          |                                            |
| 14.                                        | 4 juni 2016                                | Duitsland – Hongarije                      | 2 – 0                                      | Vriendschappelijk                          |                                            |
| 15.                                        | 12 juni 2016                               | Duitsland – Oekraïne                       | 2 – 0                                      | EK 2016                                    |                                            |
| 16.                                        | 16 juni 2016                               | Duitsland – Polen                          | 0 – 0                                      | EK 2016                                    |                                            |
| 17.                                        | 21 juni 2016                               | Noord-Ierland – Duitsland                  | 0 – 1                                      | EK 2016                                    |                                            |
| 18.                                        | 26 juni 2016                               | Duitsland – Slowakije                      | 3 – 0                                      | EK 2016                                    |                                            |
| 19.                                        | 2 juli 2016                                | Duitsland – Italië                         | 1 – 1 (6 – 5 n.s.)                         | EK 2016                                    |                                            |
| 20.                                        | 7 juli 2016                                | Duitsland – Frankrijk                      | 0 – 2                                      | EK 2016                                    |                                            |
| 21.                                        | 31 augustus 2016                           | Duitsland – Finland                        | 2 – 0                                      | Vriendschappelijk                          |                                            |
| 22.                                        | 4 september 2016                           | Noorwegen – Duitsland                      | 0 –3                                       | Kwalificatie WK 2018                       |                                            |
| 23.                                        | 8 oktober 2016                             | Duitsland – Tsjechië                       | 3 – 0                                      | Kwalificatie WK 2018                       |                                            |
| 24.                                        | 11 oktober 2016                            | Duitsland – Noord-Ierland                  | 2 – 0                                      | Kwalificatie WK 2018                       |                                            |
| 25.                                        | 11 november 2016                           | San Marino – Duitsland                     | 0 – 8                                      | Kwalificatie WK 2018                       | 32', 65'                                   |
| 26.                                        | 22 maart 2017                              | Duitsland – Engeland                       | 1 – 0                                      | Vriendschappelijk                          |                                            |
| 27.                                        | 26 maart 2017                              | Azerbeidzjan – Duitsland                   | 1 – 4                                      | Kwalificatie WK 2018                       |                                            |
| 28.                                        | 6 juni 2017                                | Denemarken – Duitsland                     | 1 – 1                                      | Vriendschappelijk                          |                                            |
| 29.                                        | 10 juni 2017                               | Duitsland – San Marino                     | 7 – 0                                      | Kwalificatie WK 2018                       |                                            |
| 30.                                        | 19 juni 2017                               | Australië – Duitsland                      | 2 – 3                                      | Confederations Cup                         |                                            |
| 31.                                        | 22 juni 2017                               | Chili – Duitsland                          | 1 – 1                                      | Confederations Cup                         |                                            |
| 32.                                        | 29 juni 2017                               | Mexico – Duitsland                         | 1 – 4                                      | Confederations Cup                         |                                            |
| 33.                                        | 2 juli 2017                                | Chili – Duitsland                          | 0 – 1                                      | Confederations Cup                         |                                            |
| 34.                                        | 1 september 2017                           | Tsjechië – Duitsland                       | 1 – 2                                      | Kwalificatie WK 2018                       |                                            |
| 35.                                        | 4 september 2017                           | Duitsland – Noorwegen                      | 6 – 0                                      | Kwalificatie WK 2018                       |                                            |
| 36.                                        | 23 maart 2018                              | Duitsland – Spanje                         | 1 – 1                                      | Vriendschappelijk                          |                                            |
| 37.                                        | 2 juni 2018                                | Oostenrijk – Duitsland                     | 2 – 1                                      | Vriendschappelijk                          |                                            |
| 38.                                        | 8 juni 2018                                | Duitsland – Saoedi-Arabië                  | 2 – 1                                      | Vriendschappelijk                          |                                            |
| 39.                                        | 23 juni 2018                               | Duitsland – Zweden                         | 2 – 1                                      | WK 2018                                    |                                            |
| 40.                                        | 27 juni 2018                               | Zuid-Korea – Duitsland                     | 2 – 0                                      | WK 2018                                    |                                            |
| 41.                                        | 13 oktober 2018                            | Nederland – Duitsland                      | 3 – 0                                      | Nations League Divisie A                   |                                            |
| 42.                                        | 15 november 2018                           | Duitsland – Rusland                        | 3 – 0                                      | Nations League Divisie A                   |                                            |
| 43.                                        | 19 november 2019                           | Duitsland – Noord-Ierland                  | 6 – 1                                      | Kwalificatie EK 2020                       |                                            |

## Erelijst
| Kampioen 2. Bundesliga | 2x | 2013/14, 2018/19 |

| Competitie         | Winnaar   | Winnaar   | Runner-up | Runner-up | Derde     | Derde     |
| Competitie         | Aantal    | Jaren     | Aantal    | Jaren     | Aantal    | Jaren     |
| Duitsland          | Duitsland | Duitsland | Duitsland | Duitsland | Duitsland | Duitsland |
| ------------------ | --------- | --------- | --------- | --------- | --------- | --------- |
| Confederations Cup | 1x        | 2017      |           |           |           |           |

1 Neuer ·
2 Mustafi ·
3 Hector ·
4 Höwedes ·
5 Hummels ·
6 Khedira ·
7 Schweinsteiger  ·
8 Özil ·
9 Schürrle ·
10 Podolski ·
11 Draxler ·
12 Leno ·
13 Müller ·
14 Emre Can ·
15 Weigl ·
16 Tah ·
17 Boateng ·
18 Kroos ·
19 Götze ·
20 Sané ·
21 Kimmich ·
22 Ter Stegen ·
23 Gómez ·
Coach: Löw
1 Trapp ·
2 Mustafi ·
3 Hector ·
4 Ginter ·
5 Plattenhardt ·
6 Henrichs ·
7 Draxler  ·
8 Goretzka ·
9 Wagner ·
10 Demirbay ·
11 Werner ·
12 Leno ·
13 Stindl ·
14 Emre Can ·
15 Younes ·
16 Rüdiger ·
17 Süle ·
18 Kimmich ·
20 Brandt ·
21 Rudy ·
22 Ter Stegen ·
Coach: Löw
1 Neuer  ·
2 Plattenhardt ·
3 Hector ·
4 Ginter ·
5 Hummels ·
6 Khedira ·
7 Draxler ·
8 Kroos ·
9 Werner ·
10 Özil ·
11 Reus ·
12 Trapp ·
13 Müller ·
14 Goretzka ·
15 Süle ·
16 Rüdiger ·
17 Boateng ·
18 Kimmich ·
19 Rudy ·
20 Brandt ·
21 Gündoğan ·
22 Ter Stegen ·
23 Gómez ·
Coach: Löw